# Први глас Србије (1. сезона)
Прва сезона музичког такмичења Први глас Србије почела је 10. септембра 2011. премијерним приказивањем прве епизоде.
Још од самог почетка, ова телевизијска емисија је почела да руши рекорде гледаности.
Састав жирија током прве сезоне истоименог шоуа чинили су Владо Георгиев, као председавајући жирија, Лена Ковачевић и Саша Милошевић Маре.
Победник је проглашен 25. децембра, а то је био Давор Јовановић. Друго и треће место су заузели Игор Терзија и Невена Ђорђевић.

## Аудиције
Аудиције су биле одржане у Нишу, Новом Саду и Београду током лета 2011. Број пријављених кандидата био је преко 5000.
Сви пријављени такмичари су излазили пред жири и представљали се са по две песме, једном забавном и једном народном. Сваки такмичар је морао да има макар два позитивна гласа од стране трочланог жирија за даљи пролазак у радионице.

## Радионице и дуели
На радионицама, сваки ментор (члан жирија) је имао одређен број својих ученика. На крају се тај број ученика, кроз разна елиминисања свео на 6 такмичара сваког ментора од којих су направљена 3 пара такмичара који ће се борити у дуелу.
У дуелима су се такмичари борили један против другог кроз једну песму. На крају извођења песме њихов ментор (члан жирија) је одлучио који такмичар одлази, а који пролази у финале.
| Ментор              | Први дуелиста    | Други дуелиста   | Песма                        | Победник дуела   |
| ------------------- | ---------------- | ---------------- | ---------------------------- | ---------------- |
| Саша Милошевић Маре | Игор Терзија     | Милорад Рајковић | 2 минута , Питају ме питају  | Игор Терзија     |
| Лена Ковачевић      | Марија Микић     | Дарија Лукић     | Russian Roulette             | Дарија Лукић     |
| Владо Георгиев      | Давор Јовановић  | Дуња Вујадиновић | Cose della vita              | Давор Јовановић  |
| Саша Милошевић Маре | Адријана Крстић  | Николета Сурла   | Heartbreak Hotel , Зора је   | Адријана Крстић  |
| Лена Ковачевић      | Невена Поптешин  | Филип Митровић   | One Love                     | Филип Митровић   |
| Владо Георгиев      | Александра Дабић | Невена Ђорђевић  | Because of You               | ОБЕ              |
| Саша Милошевић Маре | Татјана Ђорђевић | Драгана Марковић | Perfect                      | Татјана Ђорђевић |
| Лена Ковачевић      | Ивана Вујовић    | Душан Куртић     | Ти си мене, Пусти пусти моду | Душан Куртић     |
| Владо Георгиев      | Ана Перишић      | Сузана Шпирто    | Fighter                      | Ана Перишић      |

## Финалне вечери

### Правила такмичења
Сваки кандидат се у финалној вечери представи са песмом (када их остане мање представљају се са 2 песме) певајући уживо. После сваке изведбе, жири коментарише њихов наступ. Гледаоци гласају, а на крају вечери се објави двоје кандидата који имају најмањи број гласова публике. Они одлазе у дуел и у дуелу се представљају са још по једном песмом, по свом избору. После тога жири одлучује који кандидат остаје, а који одлази. Када остане само 3 кандидата, они одлазе у суперфинале где искључиво публика својим гласовима бира победника.

### Теме финалних вечери
Свако финално вече има своју тему, тј. песме се изводе на неку заједничку тему (нпр. Вече филмске музике, песме с посветом, ово сам ја итд.)
| Финално вече         | Тема финалне вечери                                                                 |
| -------------------- | ----------------------------------------------------------------------------------- |
| Суперфинале          | Песме из године кад су рођени, Домаћи хитови, Страни хитови, Песме по избору жирија |
| Шесто финално вече   | Вече филмске музике                                                                 |
| Пето финално вече    | Хит - песме                                                                         |
| Четврто финално вече | Секси вече                                                                          |
| Треће финално вече   | Домаће песме                                                                        |
| Друго финално вече   | Песме с посветом                                                                    |
| Прво финално вече    | Ово сам ја                                                                          |

## Крајњи пласмани такмичара
Пошто је у прво финално вече ушло 10, уместо планираних 9 кандидата, такмичење су напустила 2 кандидата која деле 9. место (уједно и последње).
Сви пласмани кандидата су наведени у табели.
| Пласман (освојено место) | Име и презиме такмичара           |
| ------------------------ | --------------------------------- |
| ПОБЕДНИК                 | Давор Јовановић                   |
| Друго место              | Игор Терзија                      |
| Треће место              | Невена Ђорђевић                   |
| Четврто место            | Александра Дабић                  |
| Пето место               | Филип Митровић                    |
| Шесто место              | Дарија Лукић                      |
| Седмо место              | Ана Перишић                       |
| Осмо место               | Душан Куртић                      |
| Девето место             | Татјана Ђорђевић, Адријана Крстић |